# Valotte (песня)
«Valotte» — песня британского певца и музыканта Джулиана Леннона, заглавный трек и второй сингл (первый сингл в США) с его дебютного альбома Valotte. В январе 1985 сингл попал в десятку лучших чарта синглов Billboard Hot 100 в США, добравшись в нём до 9-го места.
Песню написали в соавторстве Джулиан Леннон, Justin Clayton и Carlton Morales.
Запись песни была сделана на студии en:Muscle Shoals Sound Studios в en:Muscle Shoals, Alabama.
Первая строка припева, «Sitting on a pebble by the river playing guitar», была написана Ленноном под влиянием видов реки Теннесси в Muscle Shoals.
Музыкальный клип на песню снял кинорежиссёр Сэм Пекинпа.